# Ludwik Pruski
Fryderyk Ludwik Karol (ur. 5 listopada 1773 w Poczdamie, zm. 28 grudnia 1796 w Berlinie) – książę Prus z dynastii Hohenzollernów, wojskowy, od 1794 generalmajor.
Urodził się jako syn następcy tronu Prus Fryderyka Wilhelma (przyszłego króla Fryderyka Wilhelma II) i jego drugiej żony księżnej Fryderyki Luizy. Jego starszym bratem był przyszły król Prus Fryderyk Wilhelm III. 26 grudnia 1793 w Berlinie poślubił księżniczkę Mecklenburg-Strelitz Fryderykę. Para miała troje dzieci:
- księcia Fryderyka Wilhelma Ludwika (1794–1863)
- księcia Fryderyka Wilhelma Karola Jerzego (1795–1798)
- księżniczkę Fryderykę Wilhelminę Ludwikę Amalię (1796–1850)